# Żupania bielowarsko-bilogorska
Żupania bielowarsko-bilogorska (chorw. Bjelovarsko-bilogorska županija) – komitat w środkowej Chorwacji ze stolicą w Bjelovarze. W 2011 roku liczył 119 764 mieszkańców.

## Podział administracyjny
Żupania bielowarsko-bilogorska jest podzielona na następujące jednostki administracyjne:

- miasto Bjelovar
- miasto Čazma
- miasto Daruvar
- miasto Garešnica
- miasto Grubišno Polje
- gmina Berek
- gmina Dežanovac
- gmina Đulovac
- gmina Hercegovac
- gmina Ivanska
- gmina Kapela
- gmina Končanica
- gmina Nova Rača
- gmina Rovišće
- gmina Severin
- gmina Sirač
- gmina Šandrovac
- gmina Štefanje
- gmina Velika Pisanica
- gmina Velika Trnovitica
- gmina Veliki Grđevac
- gmina Veliko Trojstvo
- gmina Zrinski Topolovac